# Carol Frost
Carol Frost (ur. 1948 w Lowell w stanie Massachusetts) – poetka amerykańska. 
Studiowała na Sorbonie w Paryżu. Bakalaureat uzyskała w 1967 na State University College w Oneonta w stanie Nowy Jork, a magisterium dziesięć lat później na Syracuse University. Jest nauczycielem akademickim. Wydała między innymi The Salt Lesson (1976), Liar’s Dice (1978), Honeycomb: Poems (2010), The Queen’s Desertion (2006), I Will Say Beauty (2003) i Love and Scorn, New and Selected Poems (2000).